# Subkontynent

Subkontynent indyjski

Subkontynent, podkontynent – zwarta, duża powierzchnia lądowa, stanowiąca część kontynentu. Kryterium pozwalającym wyróżniać subkontynent jest jego pewna odmienność w stosunku do całości kontynentu. Odmienność tę określają czynniki przyrodnicze, m.in. budowa geologiczna, obecność barier naturalnych (góry, morza), oraz geopolityczne i społeczno-ekonomiczne, np. odmienność religijna, kulturowa czy gospodarcza.
Do subkontynentów zaliczane są:
- subkontynent indyjski – część Eurazji. W węższym rozumieniu odpowiada on – geologicznie: lądowej części płyty indyjskiej, geograficznie: Półwyspowi Indyjskiemu; w szerszym – geopolitycznym: jest odpowiednikiem terminu Azja Południowa, obejmuje wówczas: Indie, Pakistan, Bangladesz, Sri Lankę, Nepal, Bhutan, Malediwy, Brytyjskie Terytorium Oceanu Indyjskiego;
- Półwysep Arabski – geologicznie stanowi go płyta arabska, w szerszym znaczeniu tożsamy z Bliskim Wschodem;
- Europa – półwysep w zachodniej części Eurazji, część świata. Chociaż odpowiada definicji subkontynentu, ze względów historyczno-kulturowo-politycznych uznawana jest również za odrębny kontynent;

Ze względu na wielkość mianem subkontynentu bywa określana również wyspa Grenlandia.